# Diözese Pommern-Großpolen

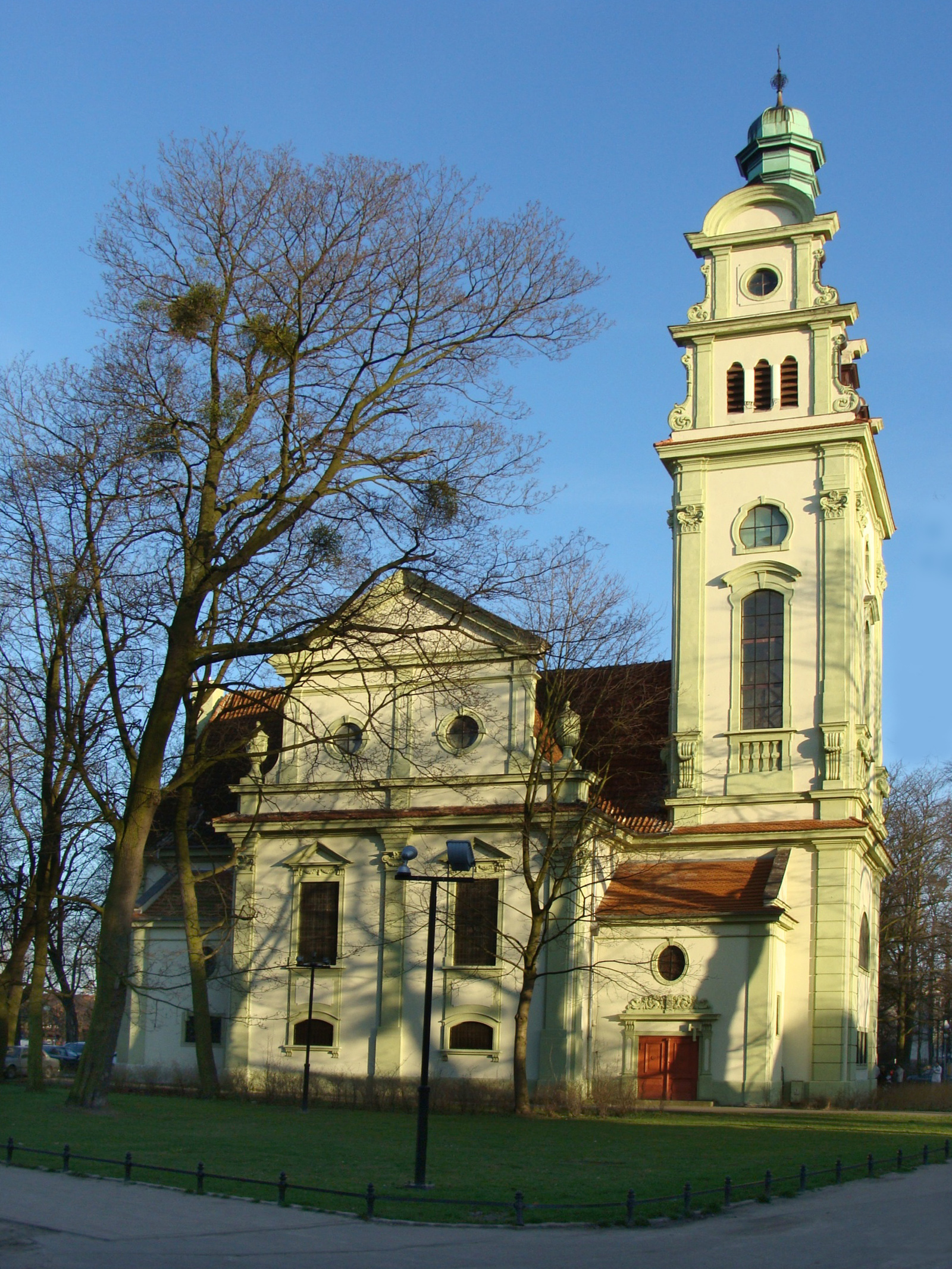
Evangelische Heilandskirche in Zoppot, Bischofskirche für Pommern-Großpolen.

Die Diözese Pommern-Großpolen (polnisch dieczja pomorsko-wielkopolska) ist eine von sechs Diözesen der Evangelisch-Augsburgischen Kirche in Polen. Ihr Amtssitz befindet sich in Sopot (Zoppot), Bischofskirche ist die dortige Heilandskirche.

## Lage

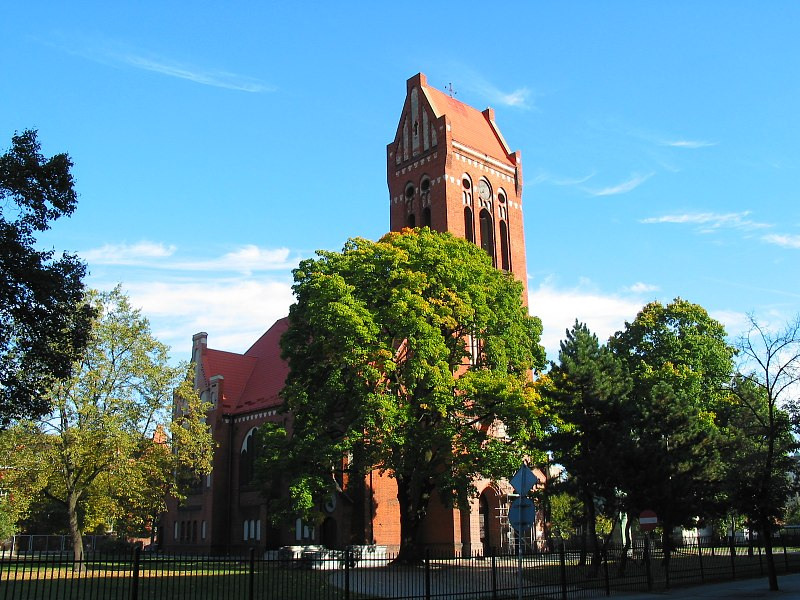
Die evangelisch-augsburgische Christus-Erlöser-Kirche in Bydgoszcz (Bromberg)

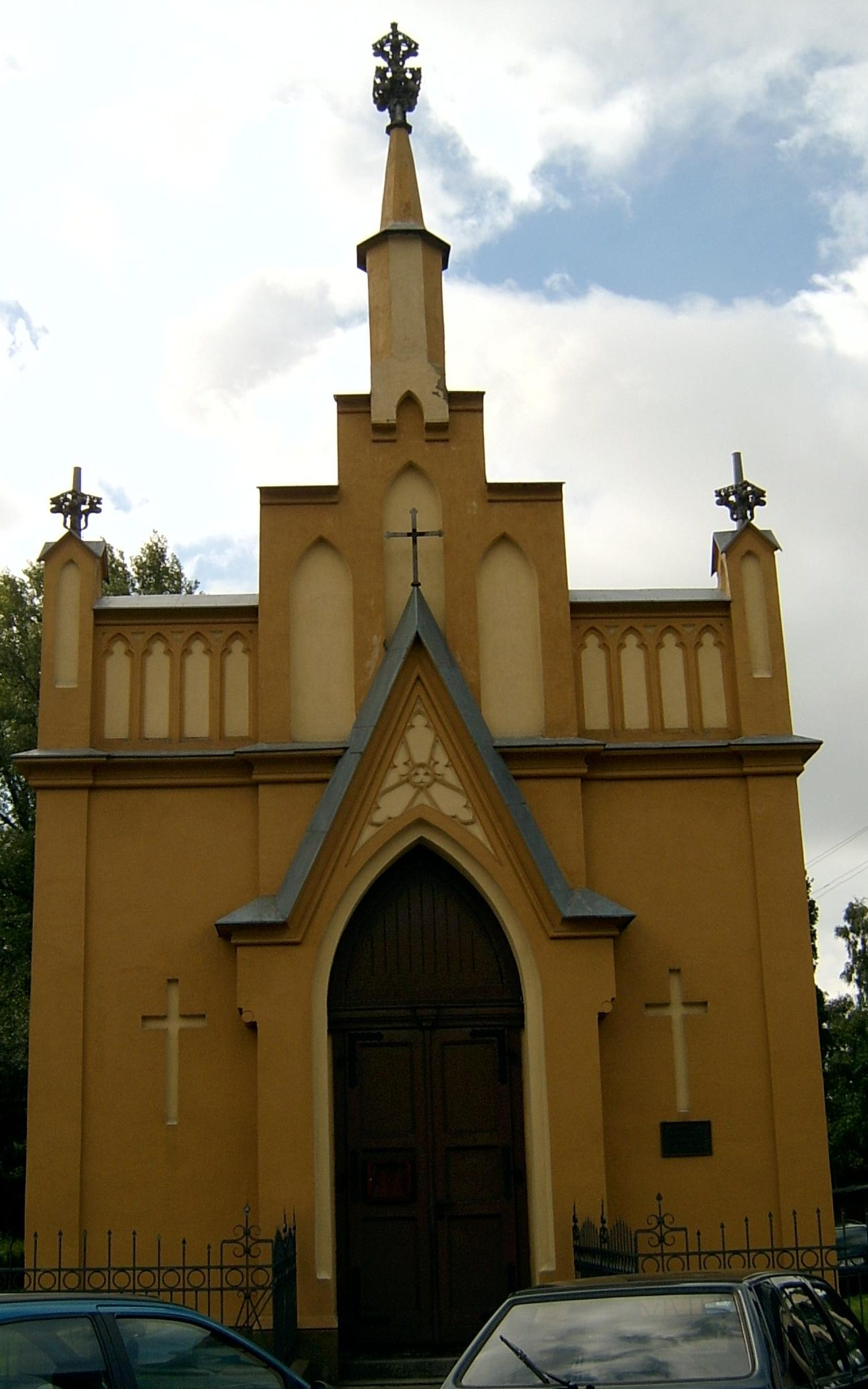
Die evangelisch-augsburgische (ehem. altlutherische) Kirche in Leszno (Lissa)

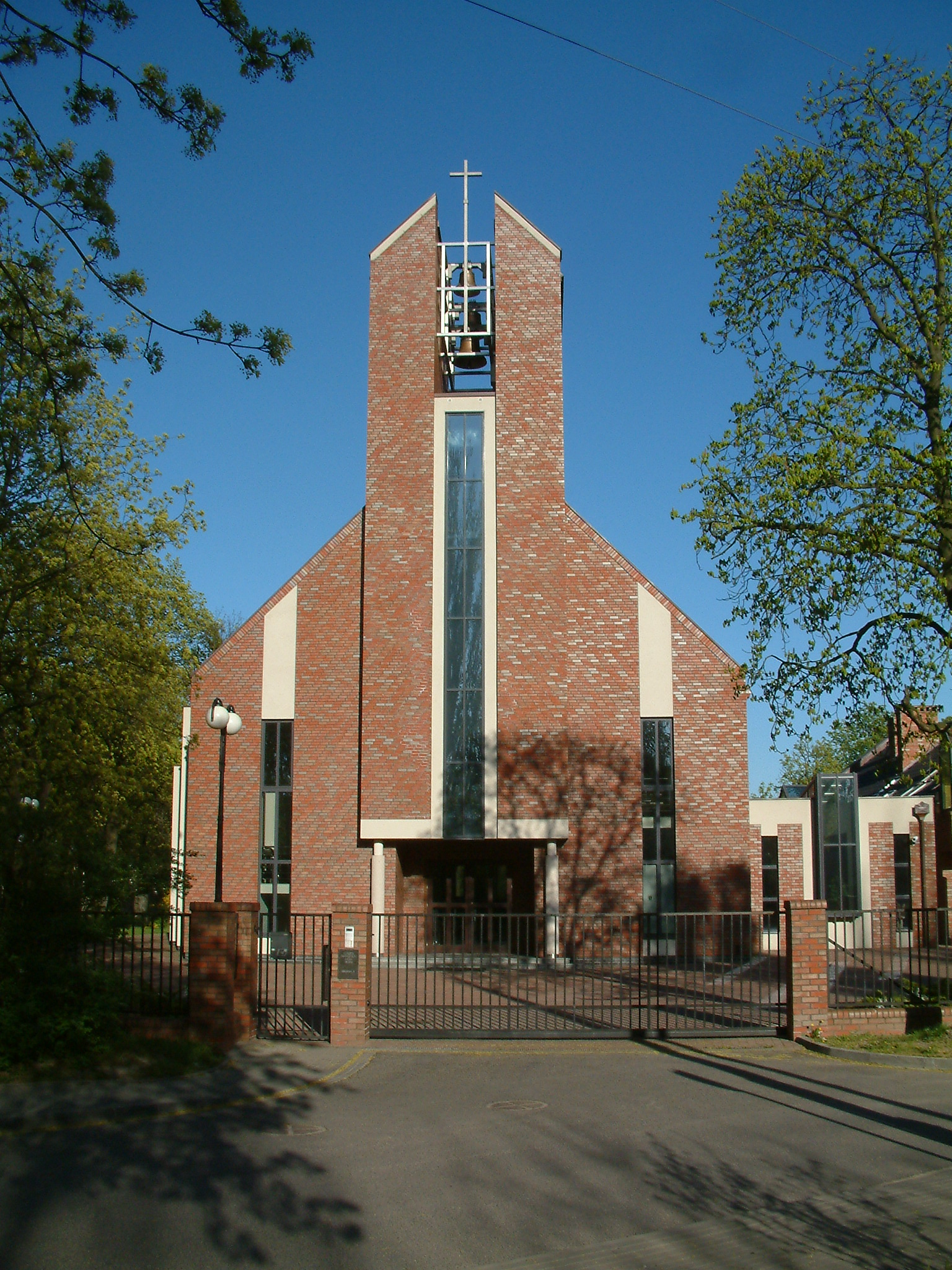
Gnade-Gottes-Kirche in Posen

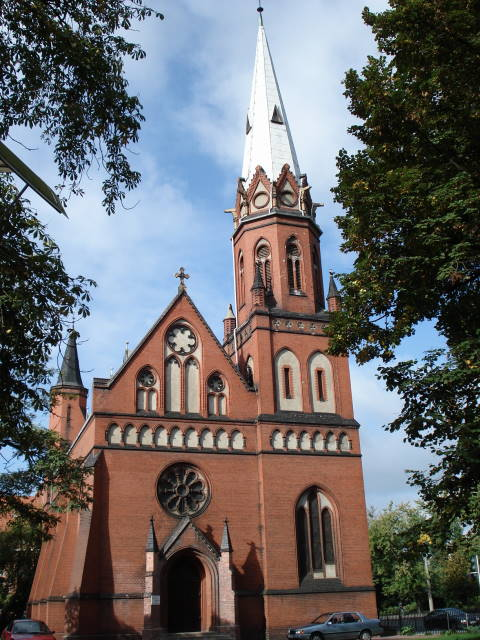
Stephanus-Kirche in Thorn

Die Diözese Pommern-Großpolen liegt im Westteil Polens. Im Norden grenzt sie an die Ostsee, im Osten an die Diözesen Masuren und Warschau, im Süden an die Diözese Katowice und im Westen an die Diözese Breslau. Bei einer Fläche von etwa 77.000 Quadratkilometern umfasst sie die Woiwodschaften Großpolen, Kujawien-Pommern, Pommern und den Ostteil der Woiwodschaft Westpommern.

## Organisationsstruktur
Geistliches Oberhaupt der Diözese ist der Bischof. Seit 1992 hatte Michał Warczyński dieses Amt inne. Zu seinem Nachfolger wurde am 4. Dezember 2010 von der Diözesansynode Marcin Hintz gewählt. Er trat 2011 sein Amt an und ist Mitglied des vierköpfigen Diözesanrates.
Höchstes Entscheidungsgremium ist die Diözesan-Synode, deren Mitglieder für eine Amtszeit von fünf Jahren gewählt werden. Außerdem entsendet die Diözese Mitglieder in die Kirchen-Synode der Evangelisch-Augsburgischen Kirche in Polen.
Die zentrale Amtsstelle der Diözese Pommern-Großpolen ist in 81-703 Sopot, ul. Kościuszki 51.

## Kirchengemeinden/Pfarreien
Zur Diözese Pommern-Großpolen gehören 18 Kirchengemeinden (mit Pfarrsitz) mit 25 Filialgemeinden, die von 16 Pfarrern betreut werden.
- Bydgoszcz (Bromberg)
  - mit Sępólno Krajeńskie (Zempelburg)
- Elbląg (Elbing)
  - mit Mikołajki Pomorskie (Niklaskirchen)
- Gdańsk-Gdynia-Sopot (Danzig-Gdingen-Zoppot), Sitz in Sopot
  - mit Tczew (Dirschau)
- Grudziądz (Graudenz)
- Kalisz (Kalisch)
  - mit Nowa Kaźmierka und Stawiszyn
- Kępno (Kempen)
  - mit Czarnylas, Kobyla Góra, Wieruszów und Ostrzeszów
- Konin
  - mit Koło, Sompolno und Zagórów
- Koszalin (Köslin), Parafia Jezusa Dobrego Pasterza (Parochie „Jesus, der gute Hirte“), Kaplica św. Gertrudy (Gertraudenkapelle)
  - mit Świdwin (Schivelbein) und den deutschsprachigen Gemeinden Białogard (Belgard) (Georgenkirche), Szczecinek (Neustettin) und Wołcza Wielka (Groß Volz)

- Leszno (Lissa)
  - mit Rawicz (Rawitsch)
- Lipno (Leiperode)
- Ostrów Wielkopolski (Ostrowo)
- Piła (Schneidemühl)
  - mit Chodzież (Kolmar), Stróżewice (Hermstal) und Wągrowiec (Wongrowitz)
- Poznań (Posen)
  - mit Gniezno (Gnesen)
  - mit Września (Wreschen)
- Rypin
- Słupsk (Stolp), Parafia i kosćióła św. Krzyża (Parochie und Kreuzkirche) 
  - mit Gardna Wielka (Groß Garde) und  Lębork (Lauenburg) sowie der deutschsprachigen Gemeinde Główczyce (Glowitz)
- Toruń (Thorn)
- Turek
- Włocławek (Leslau)

## Partnerkirche
Die Diözese Pommern-Großpolen ist mit der Evangelisch-Lutherischen Kirche in Norddeutschland partnerschaftlich verbunden.